# Уилям Питър Блати
Уилям Питър Блати (на английски: William Peter Blatty) е американски режисьор, сценарист и писател на бестселъри в жанра хорър, трилър, драма и хумористичен роман.

## Биография и творчество
Уилям Питър Блати е роден на 7 януари 1928 г. в Ню Йорк, САЩ, в семейството на емигрантите от Ливан Питър Блани и Мери Моуакад. Когато е на 3 години баща му напуска семейството и той израства в нищета с майка си, която е много религиозна католичка. Учи в католически училища и завършва с отличие йезуитска подготвителна гимназия през 1946 г. Получава стипендия и учи в Джорджтаунския университет, който завършва с бакалавърска степен през 1950 г.
В периода 1950 – 1952 г. работи като пътуващ продавач на прахосмукачки Electrolux и като шофьор на камион за бира на Gunther Brewing Co. През 1952 – 1953 г. служи във Военновъздушните сили на САЩ в частите за психологическа война, където достига чин лейтенант.
През 1954 г. получава магистърска степен по английска литература от Университета „Джордж Вашингтон“ във Вашингтон. След дипломирането си в периода 1955 – 1957 г. работи като кореспондент на Американската информационна агенция в Бейрут, Ливан, и като редактор на седмичното списание News Review. В периода 1957 – 1958 г. е директор по информацията в Университета на Южна Калифорния в Лос Анджелис, а през 1959 – 1960 г. е директор за връзки с обществеността в Университета „Лойола“ на Лос Анджелис.
В края на 50-те участва в хумористичното състезание викторина „Ти залагаш живота си“ на Граучо Маркс, от което печели награда в размер на 10 000$. Това му позволява да напусне работа през 1960 г. и да се посвети на писателската си кариера.
Първият му роман Which Way to Mecca, Jack? е публикуван през 1959 г. В него той описва с много хумор живота си на кореспондент в Ливан.
От средата на 60-те години започва да пише сценарии за филми в сътрудничество с режисьора Блейк Едуардс.
В края на 60-те се връща към писането на романи променяйки жанра. Първият му хорър трилър „Заклинателят“ от поредицата „Екзорсистът“ е публикуван през 1971 г. Той става международен бестселър и прави писателя известен. През 1973 г. романът е екранизиран в едноименния филм с участието на Елън Бърстин, Макс фон Сюдов и Линда Блеър. Филмът печели „Оскар“ за най-добър адаптиран сценарий, награда „Сатурн“, и награди „Златен глобус“ за най-добър филм и най-добър сценарий.
През 1983 г. е издадена втората книга от поредицата – Legion. Екранизирана е от Блати във филма The Exorcist III с участието на Джордж Скот и Брад Дуриф.
През 1978 г. е публикуван романът му Twinkle, Twinkle, Killer Kane, който той преработва и издава през 1978 г. като трилърът „Деветата конфигурация“ (The Ninth Configuration). Като сценарист, режисьор и продуцент екранизира романа през 1980 г. в едноименния филм с участието на Стейси Кийч, Скот Уилсън и Джейсън Милър. Филмът печели награда „Златен глобус“ за най-добър сценарий и награда „Сатурн“.
Член е на Асоциацията на писателите на Америка и на Асоциацията на режисьорите на Америка.
На 18 февруари 1950 г. се жени за Мери Маргарет Райгард, като не след дълго бракът име е отменен. През същата година се жени Елизабет Гилман, с която имат 3 деца. На 20 юли 1975 г. се жени за професионалната тенисистка Линда Туеро, с която имат 2 деца. На 14 юни 1983 г. се жени за Джули Алис Уитброт, с която имат 2 деца.
Живее със семейството си в Монтесито, Калифорния, и в Бетезда, Мериленд. Уилям Питър Блати умира от множествена миелома на 12 януари 2017 г. в Ню Йорк.

## Произведения

### Самостоятелни романи
- Which Way to Mecca, Jack? (1959)
- John Goldfarb, Please Come Home (1963)
- Twinkle, Twinkle, Killer Kane (1966)
- The Ninth Configuration (1978)
- Demons Five, Exorcists Nothing: A Fable (1996)
- Dimiter (2010)[2]
Димитър, изд.: „Обсидиан“ (2010)
- Crazy (2010)
- The Redemption (2011)
- Finding Peter: A True Story of the Hand of Providence and Evidence of Life after Death (2015)

### Серия „Екзорсистът“ (Exorcist)
1. The Exorcist (1971)
Заклинателят, изд.: „Хемус“, София (1992), прев. Иванка Спасова
Заклинателят, изд.: ИК „Изток-Запад“, София (2012), прев. Любомир Николов, разширено и ревизирано издание
2. Legion (1983)
Легион, изд.: ИК „Компас“, София, (1999), прев. Димитър Добрев

### Новели
- Elsewhere (2009)

### Документалистика
- I'll Tell Them I Remember You (1974) – автобиография
- William Peter Blatty on 'The Exorcist': From Novel to Film (1974)
- If There Were Demons Then Perhaps There Were Angels: William Peter Blatty's Own Story of the Exorcist (1978)

### Книги за Уилям Питър Блати
- Rosemary's Baby, the Exorcist, the Omen: The Negative Quest for Faith (1979) – от Джералд Е. Форший

### Екранизации
- 1963 The Man from the Diners' Club – сценарий
- 1964 Изстрел в мрака – сценарий, в съавторство с Блейк Едуардс
- 1965 John Goldfarb, Please Come Home! – сюжет
- 1965 Promise Her Anything – сюжет и сценарий
- 1966 What Did You Do in the War, Daddy? – сценарий
- 1967 Gunn – сценарий
- 1968 – 1975 Insight – ТВ сериал, 2 епизода, сюжет
- 1969 The Great Bank Robbery – сценарий
- 1970 Darling Lili – сюжет
- 1971 Човекът Омега – сценарий
- 1973 Заклинателят, The Exorcist – по романа, сценарий
- 1980 The Ninth Configuration – по романа Twinkle Twinkle Killer Kane, сценарий, режисьор, продуцент
- 1990 Заклинателят 3, The Exorcist III – по романа Legion, сценарий, режисьор
- 2004 Заклинателят: Началото, The Exorcist